# Galerie de France
La Galerie de France, créée en 1942, fut dans les années 1950 et 1960, sous l'impulsion de Myriam Prévot et Gildo Caputo, l'une des plus importantes galeries d'art parisiennes.

## Historique

### 1942-1950
Ouverte avec l'aide de Jacques Lambert en février 1942 par un industriel lyonnais, la Galerie de France expose dès février 1943, « 12 peintres d'aujourd'hui », présentés par Gaston Diehl : Bazaine, Bores, Estève, Fougeron, Gischia, Lapicque, Le Moal, Manessier, Pignon, Robin, Singier et Jacques Villon.
Plusieurs de ces peintres avaient fréquenté l'académie Ranson dans les années 1930, participé aux travaux de l'exposition universelle de 1937, puis, en 1941, à l'exposition "Vingt jeunes peintres de tradition française" qui, organisée par Bazaine, est la première manifestation de la peinture d'avant-garde sous l'Occupation. 
« La Galerie devient un lieu de rencontre. Pour certains, un réconfort et un recours. Picasso, de son regard noir, intensément attentif, suit — et contrôle presque — tout ce qui naît alors de nouveau et d'inattendu. Braque, silencieux, s'y arrête souvent. Éluard et Jean Paulhan s'y rencontrent », se souviendra Raimond Herbet.

### 1951-1981
Cédée à la fin de 1950 par Paul Martin à Myriam Prévot et Gildo Caputo (qui avaient animé de 1945 à 1947 la galerie Drouin et, après 1947, la galerie Billiet-Caputo), la Galerie de France réunit dans « Présences 1951 », sa première exposition en janvier 1951, Borès, Dominguez, Estève, Gischia, Jacques Lagrange, Lapicque, Le Moal, Manessier, Pignon, Prassinos, Singier, Soulages, Tailleux et Tal Coat. 
Présentant la plus large part des peintres de la non figuration et de l'abstraction lyrique, elle devient dans les années 1950 et 1960 l'une des plus importantes galeries d'art parisiennes.
« La Galerie de France était alors une véritable institution, elle dominait la vie artistique internationale et était devenue le lieu d'exposition obligatoire de tout artiste venant du monde entier qui recherchait la consécration de Paris, pour quelque temps encore capitale mondiale de l'art. Grands prix internationaux pour ses artistes, expositions muséales tous azimuts (le musée d'Art moderne de la Ville de Paris était devenu une véritable succursale de la galerie), listes d'attente pour les collectionneurs », écrit Jean-Robert Arnaud. 
Après le suicide de Myriam Prévot en juillet 1977, Gildo Caputo continue de diriger la galerie jusqu'en 1981.
Au long de trois décennies la galerie aura notamment présenté des expositions personnelles de :
- Pierre Alechinsky (1962, 1963, 1966, 1968, 1971, 1973, 1977, 1978)
- Reynold Arnould (1951, 1954, 1969)
- Anna-Eva Bergman (1958, 1962, 1968, 1977)
- Paul Berçot (1954)
- Victor Brauner (1952)
- Marta Colvin (1967)
- Óscar Domínguez (1951)
- Christian Dotremont (1971, 1975, 1978)
- Roger-Edgar Gillet (1959, 1961, 1963)
- Léon Gischia (1954)
- Hans Hartung (1956, 1958, 1961, 1962, 1964, 1966, 1969, 1971, 1974, 1977, 1979)
- Félix Labisse (1952, 1957)
- Jacques Lagrange (1953)
- Jean Le Moal (1956, 1959, 1974)
- Aglaé Libéraki (1970)
- Alfred Manessier (1952, 1956, 1958, 1959, 1966, 1970, 1975, 1978, 1983, 1989, 1993)
- Maryan (Pinchas Burstein) (1958, 1960, 1965, 1974, 1978)
- Zoran Mušič (1953, 1956, 1958, 1960, 1964, 1967, 1970, 1978, 1981)
- Édouard Pignon (1952, 1953, 1955, 1958, 1960, 1962, 1968, 1970, 1973, 1976)
- Serge Poliakoff (1964, 1973, 1977)
- Mario Prassinos (1953, 1955, 1957, 1960, 1964, 1966, 1972, 1976)
- Gustave Singier (1952, 1955, 1957, 1959, 1961, 1966, 1967, 1969, 1972)
- Pierre Soulages (1956, 1960, 1963, 1967, 1972, 1974, 1977, 1986, 1992)
- May Zao, 1972
- Zao Wou-Ki (1957, 1960, 1963, 1967, 1970, 1972, 1975, 1980) et May Zao (1972).

Dans des expositions collectives la galerie aura également exposé de nombreux autres artistes dont Jacques Grinberg (1973).

### 1981-2010
Depuis 1981, la Galerie de France est dirigée par Catherine Thieck. Elle est installée 54 rue de la Verrerie, y exposant de nouveaux artistes (Jean-Pierre Bertrand, Gisèle Freund, Rebecca Horn, Judit Reigl, Jean-Pierre Raynaud, Martial Raysse, Gilles Aillaud, Alain Jacquet, Alice Springs, Michelangelo Pistoletto, le cinéaste Abbas Kiarostami). Bernard Baissait a réalisé la plupart des cartons d'invitations et livres des expositions.